# Adolf Pöffel
Adolf Pöffel (* 11. Dezember 1914 in Bremen; † 22. September 1961 in Berlin) war ein deutscher Widerstandskämpfer gegen den Nationalsozialismus und  KPD- und SED-Funktionär.

## Leben
Pöffel, Sohn eines Arbeiters und einer Näherin, engagierte sich schon in frühester Jugend in kommunistischen Organisationen. 1926 wurde er Mitglied des Holzarbeiterverbandes, 1927 des Jungspartakusbundes und 1929 der Roten Hilfe Deutschlands und der Revolutionären Gewerkschaftsopposition. Während seiner Ausbildung zum Bautischler in Bremen wurde er Mitglied des Kommunistischen Jugendverbands Deutschlands (KJVD) und übernahm ab 1931 leitende Funktionen. 1932 wurde Pöffel erstmals verhaftet, wurde aber vom Vorwurf des Hochverrates aus Mangel an Beweisen freigesprochen. Ab 1933 setzte Pöffel die politische Betätigung in der Illegalität fort und war für den „Antimilitaristischer Apparat Abteilung Militärpolitik“ (AM-Apparat), Deckbezeichnung für den bis 1937 existierenden Nachrichtendienst der KPD, tätig. 1934 fuhr Pöffel unter dem Decknamen Ernst Apfel zu einem dreimonatigen Lehrgang nach Moskau.

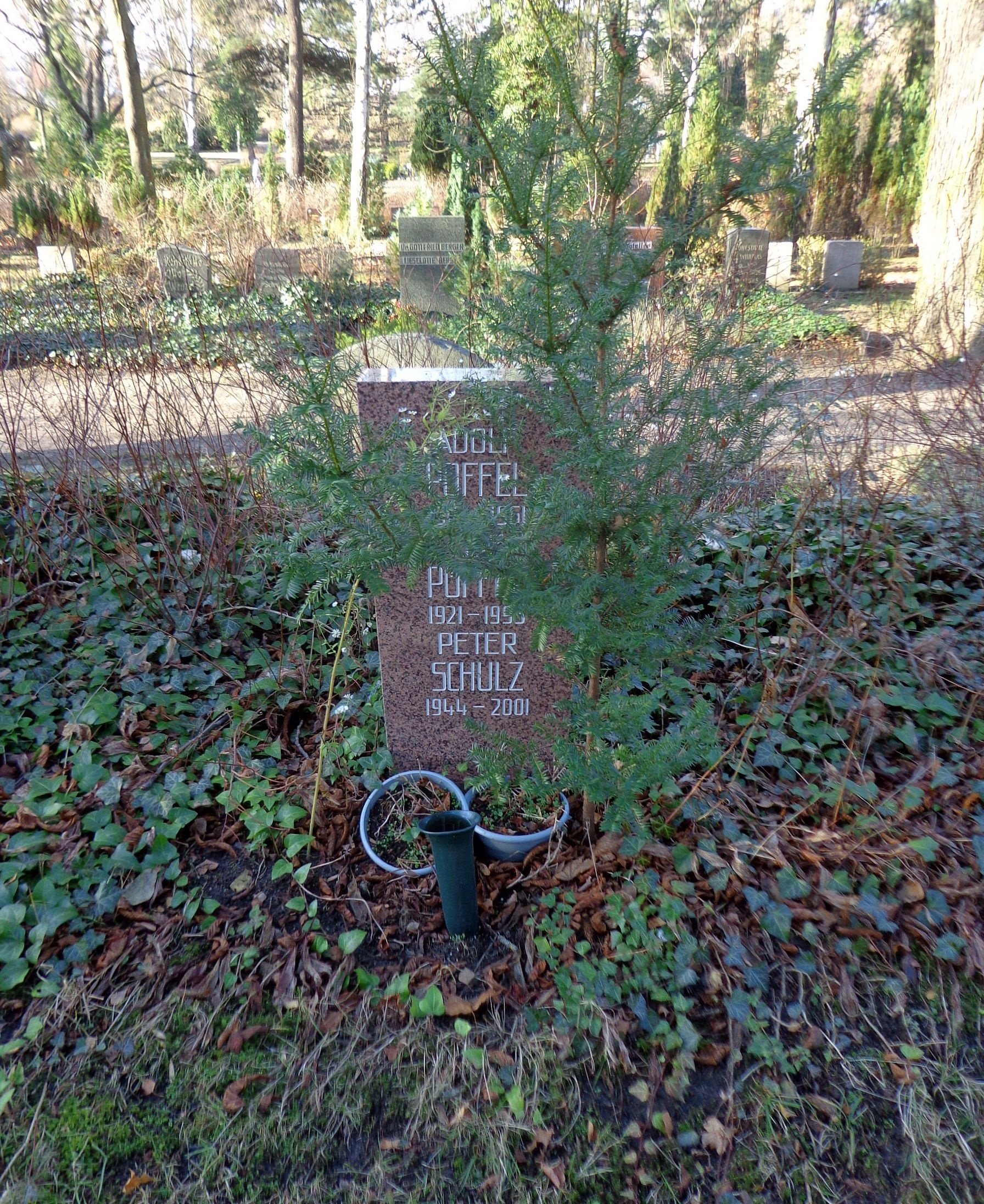
Grabstätte

1936 und 1937 kämpfte Pöffel im spanischen Bürgerkrieg als Mitglied der internationalen Brigaden und wurde verwundet. Ab 1937 war er Mitglied der FDJ-Leitung in Paris, ab 1938 auch in der KPD-Leitung. Von 1939 bis 1940 war Pöffel in Frankreich interniert. Pöffel konnte aus der Haft fliehen und hielt sich einige Zeit illegal in Frankreich auf. Ab 1943 war er Instrukteur der von der französischen, kommunistischen Partei gegründeten Organisation für eingewanderte Arbeiter (M.O.I.) in Frankreich, ab 1944 war Pöffel Mitarbeiter des Komitees Freies Deutschland für den Westen (CALPO) und 1945 Mitglied der Kaderkommission der KPD in Frankreich.
Im Mai 1946 kehrte Pöffel nach Deutschland zurück und nahm ein Studium an der Parteihochschule Karl Marx in Liebenwalde auf. 1946 und 1948/49 war Pöffel, nun SED-Mitglied, Referent der Abteilung Personalpolitik im Zentralkomitee (ZK) der SED. 1946/47 war er Instrukteur der Parteihochschule und 1947/48 Mitarbeiter der Kaderabteilung der Zentralverwaltung Verkehr der Deutschen Wirtschaftskommission. Von 1949 bis 1951 war Pöffel Referent der Abteilung Westkommission des ZK der SED und dort verantwortlich für Personalpolitik.
Ab 1951 war Pöffel Referent für Westkader der Kaderabteilung des ZK der SED. 1954 nahm er ein Fernstudium an der Parteihochschule auf. 1956 bis 1960 war Pöffel, zusammen mit Walter Hähnel, Leiter des Arbeitsbüros der SED. 1960 wurde Pöffel aus gesundheitlichen Gründen von allen Funktionen entbunden und verstarb ein Jahr später in Berlin.
Seine Urne und die seiner Frau Lise (1921–1993) wurden in der Grabanlage Pergolenweg des Berliner Zentralfriedhofs Friedrichsfelde beigesetzt.

## Auszeichnungen
- 1954 Französische Befreiungsmedaille
- 6. Mai 1955 und 1959 Vaterländischer Verdienstorden in Silber